# Lorenzo Acquarone
Lorenzo Acquarone (Ventimiglia, 25 de febrero de 1931-Génova,  24 de marzo de 2020) fue un abogado y político italiano. 

## Biografía
Nacido en Ventimiglia, Acquarone se graduó en derecho y se convirtió en abogado y profesor universitario. Como miembro del Partido Popular Italiano, fue elegido miembro de la Cámara de Diputados por tres legislaturas. En 2002 participó en la formación de la nueva entidad política llamada "Margherita" o Democracia es Libertad-La Margarita, pero en septiembre de 2003 decidió abandonar el partido para unirse al Popular- UDEUR.

## Condecoración
El 27 de diciembre de 2007, Acquarone recibió la Orden del Mérito de la Gran Cruz de Caballero de la República Italiana - cinta uniforme.

## Muerte
Acquarone murió a la edad de 89 años el 24 de marzo de 2020 debido a la enfermedad de COVID-19 causada por el virus del SARS-CoV-2, durante la pandemia de coronavirus 2020 en Italia.